# پایگاه هوایی نظامی سیتالچای
پایگاه هوایی نظامی سیتالچای (ترکی آذربایجانی: Sitalçay) یک پایگاه هوایی نظامی است که در شرق آذربایجان و در نزدیکی دریای خزر واقع شده‌است. در ۷۰ کیلومتری شمال غربی پایتخت باکو در سیتالچای، روستا و حوزه شهری در شهرستان خیزی واقع شده‌است. این پایگاه هوایی حصار کشی شده و از آن محافظت می‌شود اما از سال ۱۹۹۲ عملیاتی نشده‌است.

## استفاده احتمالی اسرائیل
در مارس ۲۰۱۲، مجله فارین پالیسی گزارش داد که نیروی هوایی اسرائیل ممکن است در حال آماده‌سازی برای استفاده از پایگاه هوایی واقع در ۵۰۰ کیلومتر از مرز ایران، برای حملات هوایی علیه برنامه هسته ای ایران باشد. از آن زمان برخی از تحلیلگران و همچنین خبرگزاری‌ها این موضوع را به عنوان چیزی تأیید شده معرفی کردند. اگرچه تأیید می‌کند که اسرائیل به دنبال چنین دسترسی است، اما محافل سیاسی آذربایجان چنین توافقی از باکو را رد می‌کنند. علاوه بر این، سیاستمداران عالی‌رتبه هرگونه امکان استفاده از خاک آذربایجان برای هرگونه حمله علیه ایران را رد می‌کنند. تحولی که ایران آن را ممکن می‌داند.